# 中野村 (島根県飯石郡)
中野村（なかのむら）は、島根県飯石郡にあった村。現在の雲南市三刀屋町六重、三刀屋町神代、三刀屋町中野、三刀屋町須所、三刀屋町坂本にあたる。

## 地理
- 河川：三刀屋川[1]、中野川[2]、飯石川[3]

## 歴史
- 1889年（明治22年）4月1日、町村制の施行により、飯石郡六重村、神代村、中野村、須所村、坂本村が合併して村制施行し、中野村が発足[2][4]。
- 1904年（明治37年）中野村信用組合設立[2]。
- 1954年（昭和29年）1月20日、飯石郡三刀屋町、飯石村、鍋山村と合併し三刀屋町が存続して廃止された[2][4]。

## 産業
- タバコ、製茶、養蚕、畜産[2]。